# Inge Aicher-Scholl
Inge Aicher-Scholl (Crailsheim, Alemania, 11 de agosto de 1917 - Leutkirch im Allgäu, Alemania, 4 de septiembre de 1998) fue una escritora alemana que en su juventud participó en el movimiento antinazi "La Rosa Blanca". 
Era la mayor de los seis hijos de Magdalene Müller y Robert Scholl, el alcalde de Forchtenberg, y hermana de Hans y Sophie Scholl. 
Los tres estudiaron en la Universidad de Múnich en 1942, y fueron los miembros principales del movimiento estudiantil de resistencia en la Alemania nazi.
La Rosa Blanca fue un grupo de estudiantes que imprimieron y distribuyeron folletos antibélicos y altamente críticos de los crímenes de guerra nazi, particularmente contra los judíos en el frente oriental.
Sophie y Hans fueron detenidos durante la distribución de los folletos, juzgados por traición y ejecutados en la guillotina, junto con otros miembros de la Rosa Blanca, Kurt Huber, Willi Graf, Christoph Probst y Alexander Schmorell. 
Inge y otros miembros de la familia Scholl fueron detenidos e interrogados, pero luego puestos en libertad.
Inge se casó con el diseñador Otl Aicher y en 1946, junto con un grupo de jóvenes intelectuales, planearon crear la Hochschule für Gestaltung Ulm, una institución de enseñanza e investigación que vinculara la actividad creativa con la vida cotidiana y que tuviera como objetivo colaborar en la reconstrucción cultural de una sociedad moralmente destruida por el nazismo y la Segunda Guerra Mundial. Trataron de revivir los principios de la Bauhaus nombrando a Max Bill como director
El proyecto de la escuela de diseño de Ulm se financió gracias al aporte de un millón de marcos por John McCloy, que Scholl consiguió para la fundación a través de los contactos que poseía con Max Bill, Walter Gropius y los Estados Unidos; además recibió el apoyo financiero por parte del Gobierno Federal, del local, de contribuciones privadas y de las industrias. 
Estuvo intensamente involucrada en el movimiento pacifista de la segunda mitad del siglo XX. 
Además escribió libros sobre "La Rosa Blanca". 
Murió de cáncer el 4 de septiembre de 1998.

## Honores
- 1995: Verdienstorden des Landes Baden-Württemberg Verdienstmedaille des Landes Baden-Württemberg
- 1997: Ehrenbürgerwürde der Stadt Ulm
- 1999: Escuela en su nombre en Bad Allgau
- 2005: Escuela en Neu-Ulm en su nombre